# Pupin (cratera)
Pupin é uma pequena cratera de impacto lunar, localizada na parte oriental do Mare Imbrium.
Se encontra a aproximadamente 87 km a sudoeste da proeminente cratera de impacto Timocharis, e foi identificado como Timocharis K antes de ser rebatizado pela UAI.
Apesar de seu tamanho pequeno aparente, Pupin é realmente maior do que a famosa cratera de Barringer em Flagstaff, Arizona, EUA.

## Dados
A cratera Pupin possui um diâmetro superficial de 2 km e uma profundidade de 0.4 km.